# Schoorberggroeve I

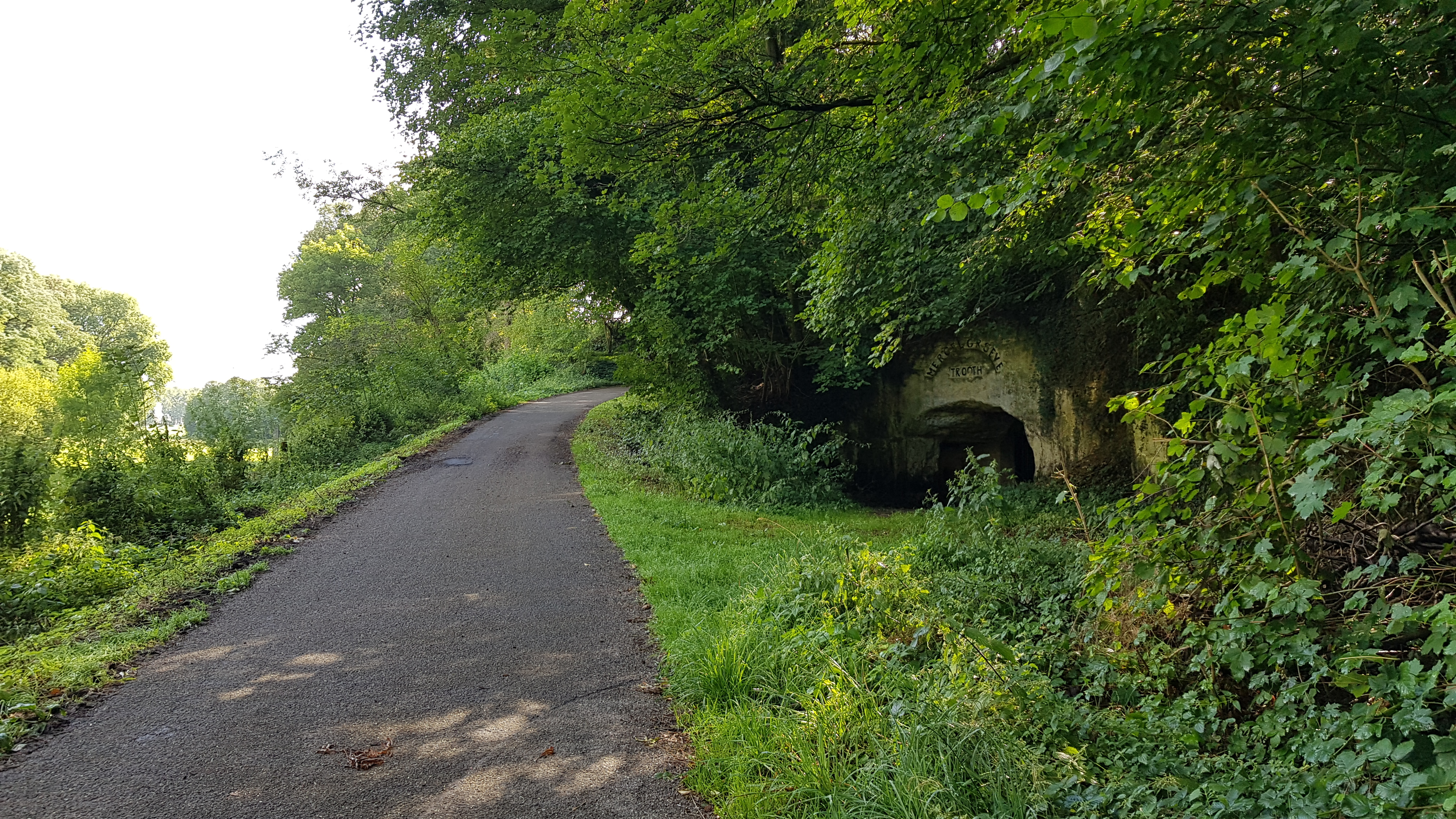
De Schoorberggroeve I en ingang van de Roothergroeve

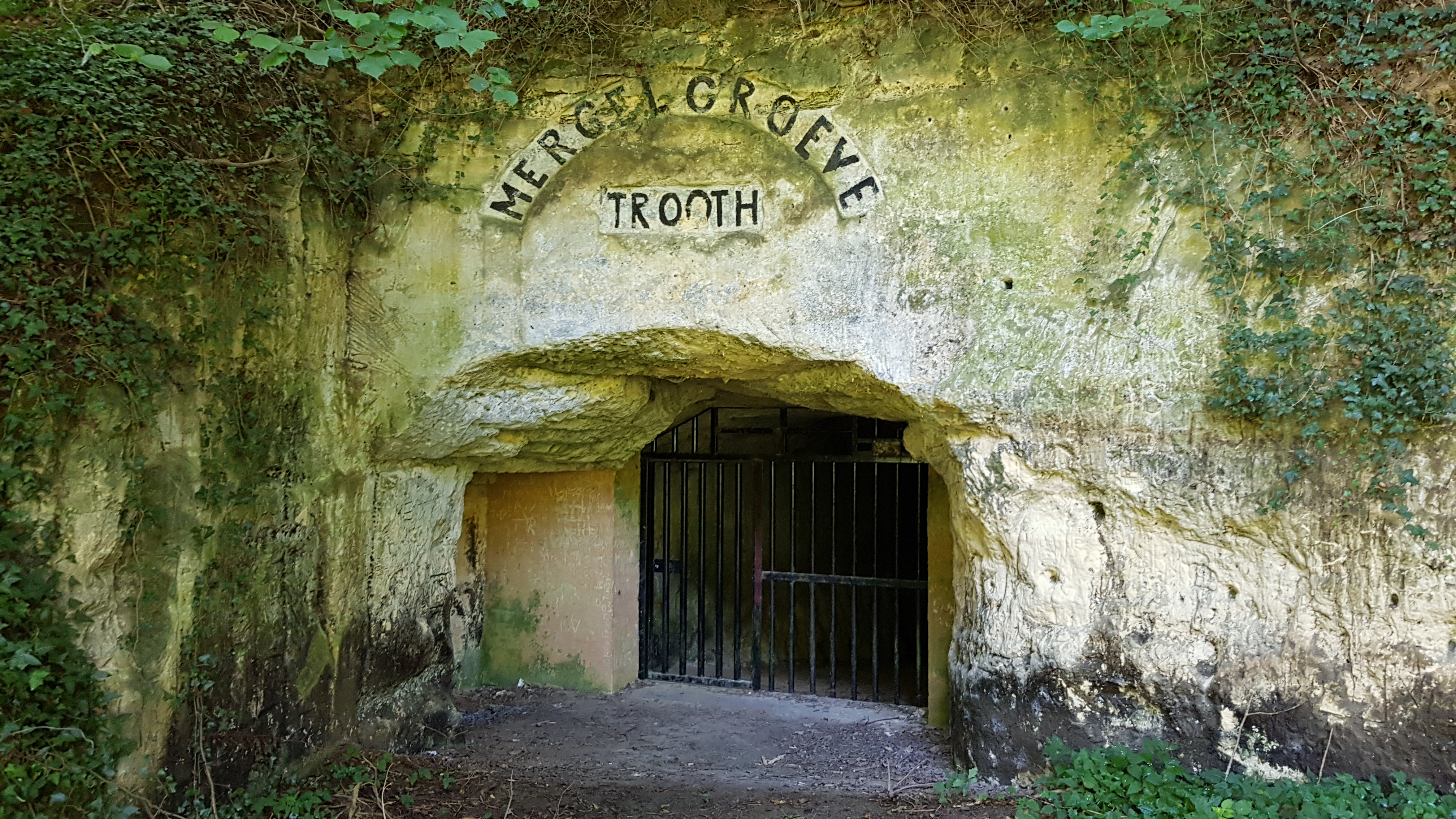
De Schoorberggroeve I en ingang van de Roothergroeve

De Schoorberggroeve I is een Limburgse mergelgroeve in de Nederlandse gemeente Eijsden-Margraten in Zuid-Limburg. De ondergrondse groeve ligt ten zuidoosten van Bemelen, ten zuidoosten van de Mettenberg en ten westen van 't Rooth. De groeve ligt aan de westkant van het Plateau van Margraten in de overgang naar het Maasdal. De groeve ligt in het gebied van Bemelerberg & Schiepersberg.
Op ongeveer 100 meter naar het noordoosten ligt de ingang van Schoorberggroeve II en op ongeveer 250 meter naar het westen ligt de Mettenberggroeve V met Kalkoven De Valk.

## Geschiedenis
Na 1800 werd de groeve voor het eerst ontgonnen door blokbrekers.
Vanaf 4 juni 1946 begon men met het uitdiepen van de Schoorberggroeve I (aan de weg 't Schoor) om via die route toegang te krijgen tot de Roothergroeve (II). Dit vond men nodig omdat de toegangsschacht van de Roothergroeve steeds verder van het werkfront kwam te liggen en het optakelen via de schacht een maximale capaciteit had. Vanuit twee kanten, vanuit de Schoorberggroeve I en vanuit de Roothergroeve, werd er een ongeveer 100 meter lange verbindingsgang gegraven. Boven de ingang werd er Mergelgroeve 't Rooth geschilderd.

## Groeve
De Schoorberggroeve I is een klein gangenstelsel met slechts enkele gangen. Door middel van een ongeveer 100 meter lange verbindingsgang staat de Schoorberggroeve I in verbinding met de Roothergroeve die via de Schoorberggroeve I maar één uitgang heeft. (De oude uitgang van de Roothergroeve is met de afgraving in de dagbouwgroeve Groeve 't Rooth verdwenen.)
De ingang van de groeve is afgesloten met traliewerk, zodat vleermuizen de groeve kunnen gebruiken als verblijfplaats.
De groeve wordt beheerd door het Het Limburgs Landschap en wordt beheerd door de Stichting ir. D.C. van Schaïk. De groeve is op veiligheid onderzocht en werd in 2016 en 2017 goedgekeurd.